# 孔雀王朝
孔雀王朝，又称孔雀帝国，是印度鐵器時代的一个幅員遼闊的国家，由旃陀羅笈多在前322年建立於印度次大陸的摩揭陀，並以鬆散的方式存在到前185年。孔雀王朝通過征服印度河-恆河平原實現了中央集權，並建都於華氏城，現代稱為巴特那。在這個帝國中心以外，其實際控制範圍很大程度取決於周邊城市的武裝軍事指揮官的忠誠度。在阿育王統治期間（約公元前268-232年），孔雀帝國曾短暫地控制了除最南端之外整个印度次大陸的主要城市和要道。在阿育王統治後約50年，該帝國衰落，並在公元前185年最後一任國君堅車王被手下將軍華友暗殺，而後者隨後建立了巽伽王朝。
公元前325年，馬其頓國王亞歷山大大帝從印度河流域撤走，在旁遮普設立了總督，留下了一支軍隊。這時，旃陀羅笈多率領當地人民揭竿而起，組織了一支軍隊，趕走了馬其頓人，並於公元前322年推翻了難陀王朝，建立了孔雀王朝。接著旃陀羅笈多迅速向西擴張，擊敗亞歷山大大帝留下的總督，征服印度中西部，並在公元前317年占領整個印度西北地區。隨後，孔雀王朝在塞琉古-孔雀戰爭中擊敗了亞歷山大的繼業者兼塞琉古帝國的創始人塞琉古一世，獲得了印度河以西的領土，其中包括阿富汗和俾路支斯坦地區
由於孔雀王朝的統治，南亞次大陸內創建了一個高效的財務、管理和安全系統，因而使得其內部和外部貿易、農業和經濟活動不斷蓬勃發展和擴大。孔雀王朝建造了大幹道的前身，從首都華氏城通到塔克西拉。在羯陵伽戰爭之後，阿育王維持了帝國將近半個世紀的集權統治。阿育王接納佛教並資助佛教僧侶，從而促進了佛教在斯里蘭卡、印度西北部和中亞的傳播。
在孔雀王朝時期，南亞的人口估計在1500萬到3000萬之間，與此同時印度在藝術、建築、碑文和文本創作方面展現極強的造詣，但另一方面，孔雀王朝在恆河平原上加強鞏固了種姓制度，也在印度-雅利安人的主要生活區域中大幅限制了婦女的權利。從考古學的角度來看，南亞的毛利亞統治時期屬於北方黑陶文化時期；而在歷史學上，《政事論》和《阿育王詔書》則是該時期的主要文字記錄來源。如今，位於鹿野苑的阿育王石狮柱头已成為印度共和國的國徽。

## 歷史

### 王朝建立

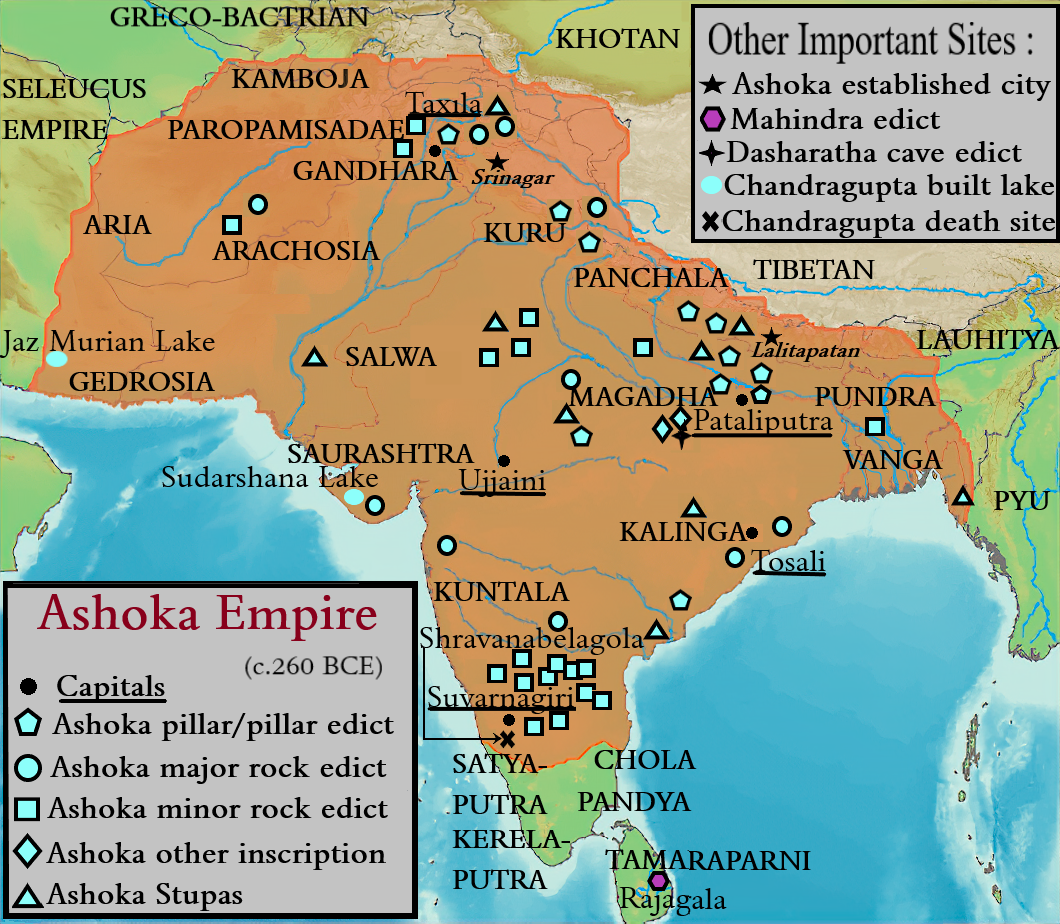
阿育王帝国

在孔雀王朝成立之前，印度次大陸大部分地區的統治者是是一個龐大、軍事化和經濟實力強大的帝國：難陀王朝。根據傳說，考底利耶在難陀王朝的首都華氏城當官，然而，當他告訴國王達那·難陀亞歷山大大帝入侵南亞的消息，卻遭到國王的無情羞辱。考底利耶發誓要報仇。他流亡到當時的學術中心塔克西拉當了教師。在旅途中，考底利耶看見一些年輕男孩在練習打鬥，其中一個男孩正是旃陀羅笈多，考底利耶對年輕的旃陀羅笈多印象非常深刻，感受到了他的皇家氣質，並且認為他適合擔任統治者。最终在他协助下，旃陀羅笈多摧毀了难陀王朝。
與此同時，亞歷山大大帝遠征印度，進入旁遮普地區。此時他的軍隊在比亞斯河發生叛變，拒絕再向東挺進面對其他敵人。於是亞歷山大返回巴比倫並重新部署了他的大部分軍隊到印度河以西地區。不久之後，亞歷山大於公元前323年在巴比倫去世，他的帝國分裂成由其將領統治的獨立王國。
在導師考底利耶的幫助下，旃陀羅笈多在摩揭陀地區建立起孔雀王朝，考底利耶把旃陀羅笈多帶到塔克西拉，教導有關治理帝國所需的技能。由於需要擴充軍源，旃陀羅笈多兼併許多地方政權，例如長期抵抗亞歷山大帝國的約特耶國。孔雀王朝的軍隊迅速崛起，成為印度次大陸西北部的主要地區力量，隨後孔雀王朝的軍隊征服了馬其頓人建立的藩屬國。希臘將軍歐德摩斯和培松一直統治著印度河流域，直到約公元前317年，旃陀羅笈多在考底利耶的幫助下，與希臘人作戰並成功驅逐了他們，隨後將印度河流域納入他在摩揭陀的新權力中心的控制之下。
旃陀羅笈多的祖先籍貫仍然是一個謎團，備受爭議。一方面，許多古印度的記載，如維沙哈達塔的戲劇《曼陀羅克夏沙》，描述了他的皇室血統，甚至將他與難陀家族聯繫在一起。最早的佛經《大般涅槃經》中甚至提到了一個名為孔雀的剎帝利氏族。然而，在沒有更多歷史證據的情況下，任何結論都很難得出。

### 征服難陀王朝
文獻上有關旃陀羅笈多對難陀王朝的戰役的歷史細節描述並不可信，在數世紀後所記錄下的相關傳說故事也相互矛盾。佛教、耆那教和印度教文獻聲稱摩揭陀原先是由難陀王朝統治的，而旃陀羅笈多在考底利耶的建議下征服了難陀王朝：其軍隊首先征服了難陀王朝的外圍領土，最後圍攻了難陀王朝的首都華氏城。與佛教文獻中的輕鬆勝利不同，印度教和耆那教文獻指出，因為難陀王朝擁有強大且訓練有素的軍隊，使得該場戰役異常激烈。佛教文獻《大史》和耆那教文獻《附錄》記錄了旃陀羅笈多的軍隊攻打難陀王朝首都華氏城遭到失敗，隨後，旃陀羅笈多和考底利耶採取新的策略，逐步征服了他們通往華氏城的周邊領土，並且在該處部下重兵把守，最後成功對華氏城形成圍攻，致使難陀王朝末代皇帝達那‧難陀投降。戲劇《曼陀羅克夏沙》在本次征服中添加了許多被認為是虛構的內容，因為這些內容不曾出現在其他關於旃陀羅笈多與考底利耶的傳說中。
傳說還記錄達那‧難陀被擊敗、廢黜並被流放，而佛教的記載則聲稱他遭殺害。隨著達那‧難陀被擊敗，旃陀羅笈多建立起孔雀王朝。

### 旃陀羅笈多
公元前323年亞歷山大大帝去世，旃陀羅笈多旋即在前305年發動了一系列戰役，佔領其在印度河流域和印度西北部的數個行省。當亞歷山大的剩餘部隊被擊潰，向西撤退時，雖然塞琉古一世起兵為捍衛這些領土而戰，仍不敵孔雀王朝軍隊，塞琉古一世兵敗被迫撤退到阿富汗山區。關於這些戰役的細節，古代資料並不多。
兩位統治者在公元前303年簽訂了一項和平條約，其中包括婚姻聯盟。根據其條款，旃陀羅笈多獲得了亞歷山大帝國在南亞的三國行省，而塞琉古一世收到來自印度的500頭戰象，這些戰象隨後在公元前301年，亞歷山大大帝諸繼業者之間展開的伊普蘇斯戰役中，起到了決定性作用。此外，孔雀王朝與塞琉古帝國建立外交關係，一些希臘學者進駐孔雀王朝的皇宮，其中包括歷史家麥加斯梯尼、德馬科斯和戴歐尼修斯。

麥加斯梯尼是一位著名的希臘大使，曾在孔雀王朝宮中擔任職務，其著作《印度史》是了解孔雀王朝的主要文獻來源。根據阿里安的記載，麥加斯梯尼（約公元前350年至約公元前290年）早年居住在阿拉霍西亞之後至華氏城為官。麥加斯梯尼描述孔雀王朝社會愛好自由，因此塞琉古帝國不用時刻擔心東部國土遭入侵，然而事實上，孔雀王朝縱使入侵也難以取勝。在後來的幾年裡，塞琉古帝國者根據返回的大使提供的類似報告與孔雀王朝持續保持外交關係。

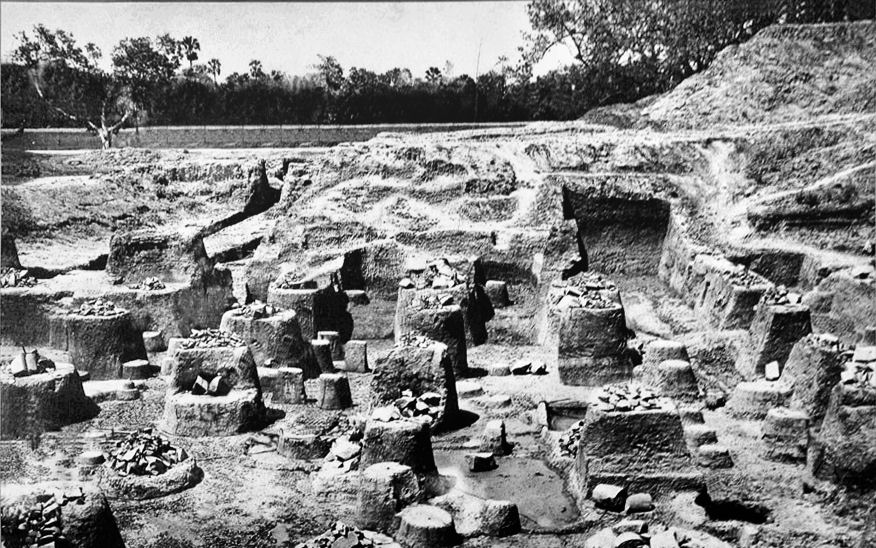
孔雀王朝的首都華氏城，庫姆哈爾遺址中柱子撐起的大廳遺跡。

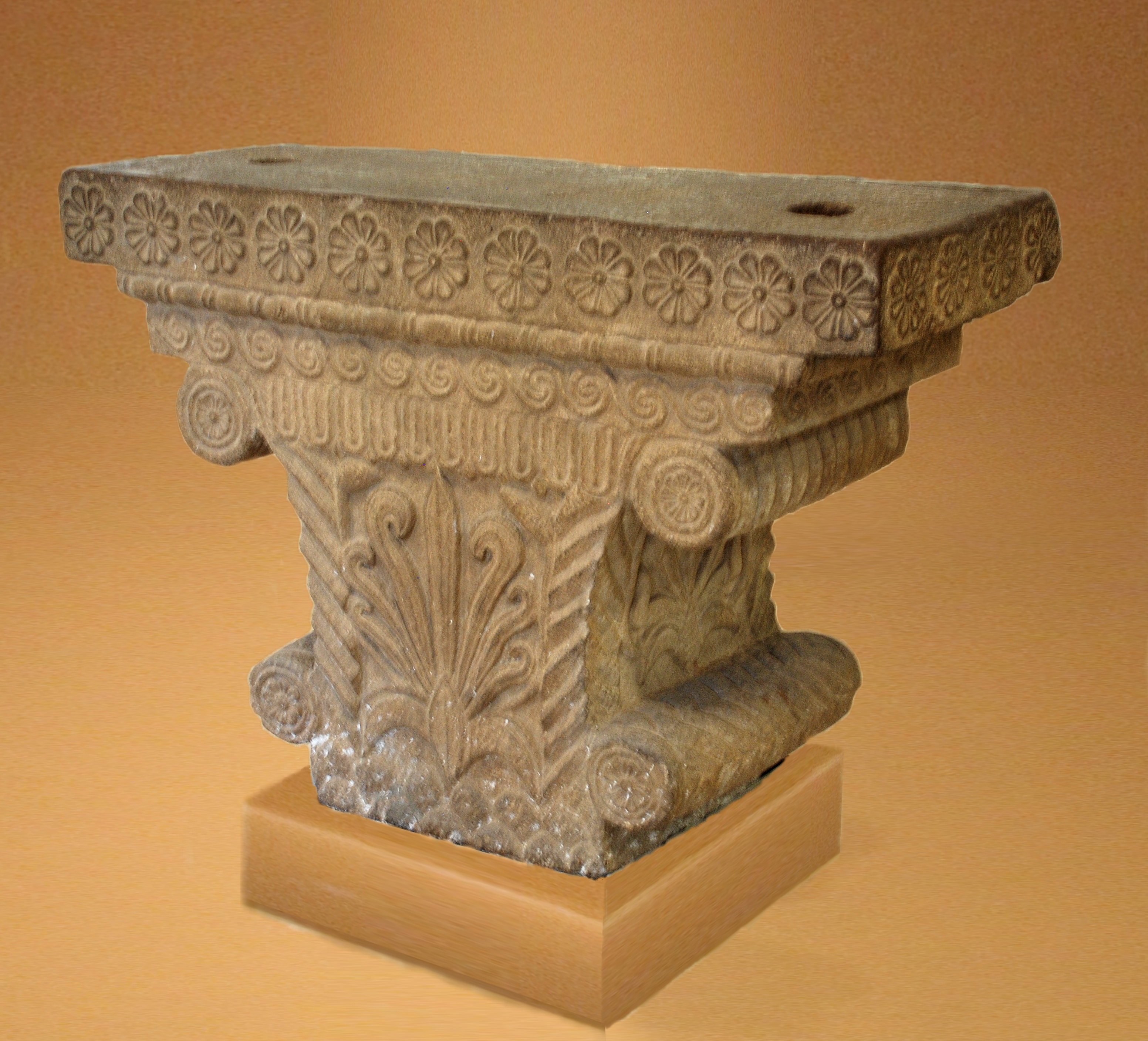
華氏城柱冠，發現於帕塔利普特拉的布蘭迪巴格遺址，約公元前4-3世紀。

旃陀羅笈多在華氏城建立了一個強大的中央集權國家，其管理機構據麥加斯梯尼所述，「被一堵木牆環繞，上面有64個大門和570座塔樓」。埃里亞努斯雖然沒有直接引用麥加斯梯尼的話也沒有提到華氏城，但也描述印度宮殿的輝煌超過了波斯的蘇薩和埃克巴坦那，且這座城市的建築似乎與當時波斯城市有許多相似之處。
孔雀王朝在旃陀羅笈多或其子賓頭娑羅在位時便擴展到了南印度，根據普魯塔克的說法，孔雀王朝征服了整個印度。這些記載得到了泰米爾桑岡文學的證實，著名的坦米爾詩人馬穆拉納爾在桑岡文學中描述孔雀王朝借助來自卡納塔卡的軍隊入侵德干高原以南的坦米爾地區，並於今天坦米爾那都邦蒂魯內爾維利地區的一個山丘上擊潰南印聯軍。
晚年旃陀羅笈多將王位傳給兒子賓頭娑羅，自己則追隨耆那教聖者賢臂。據說他在什拉瓦納貝拉戈拉以苦行者的身份生活了幾年，然後執行耆那教的薩萊克哈那禁食致死。

### 賓頭娑羅
各版本的《往世書》和《大史》等史料源均證實賓頭娑羅是旃陀羅笈多的兒子，此外，還有佛教經典如《島史》、耆那教文獻《附錄》，其中後者還記載賓頭娑羅的母親是王后難持。
歷史學家尤平德·辛格估計賓頭娑羅大約在公元前297年登上王位，當時22歲便繼承了一個龐大的帝國，彊域含蓋現在的印度北部、中部和東部，以及阿富汗和俾路支省的部分地區。賓頭娑羅將這個帝國擴展到了印度南部，將16個邦納入了孔雀王朝，直到現在的卡納塔卡邦。因此賓頭娑羅可謂是幾乎征服了整個印度半島，且據說完全征服了「兩海之間的土地」——孟加拉灣和阿拉伯海之間的半島地區。此外，賓頭娑羅沒有去征服三個友好的坦米爾人王國：早期朱羅王朝、潘地亞王朝和哲羅王朝。除了這些南部邦，位於現今奧里沙邦的羯陵伽是印度唯一一個未被那入管轄的王國。羯陵伽後來被賓頭娑羅的兒子阿育王征服，阿育王在父親統治期間擔任鄔闍衍那的總督，這更突顯了該城鎮的重要性。
賓頭娑羅的生平沒有像他的父親旃陀羅笈多或他的兒子阿育王那樣被詳細記錄，不過已知考底利耶在他的統治期間繼續擔任首相。根據中世紀藏族學者多羅那他的說法，他自己曾訪問印度，聽說考底利耶幫助賓頭娑羅「摧毀了十六個王國的貴族和國王，從而成為東西邊海域之間領土的絕對主人」。在他的統治下，塔克西拉的公民曾兩次起義，第一次起義的起因是長子修私摩的不當管理，而第二次起義的原因尚不清楚，但賓頭娑羅在有生之年未能壓制起義軍，直到他死後阿育王在位時才成功鎮壓。
賓頭娑羅在位期間與希臘世界保持友好的外交關係， 塞琉古皇帝安條克一世派遣戴馬古斯擔任賓頭娑羅的宮廷大使，戴馬古斯記道：「華氏城的國王歡迎了一位希臘作家伊安布洛斯」，而這位國王通常被認為是賓頭娑羅。老普林尼則記道埃及國王托勒密二世派遣一位名叫戴歐尼修斯的使者到印度，近代學者認為這發生在賓頭娑羅的統治期間。
與皈依了耆那教的父親旃陀羅笈多不同，賓頭娑羅信仰阿耆毗訶教派，其妻也是來自巴加爾布爾地區的阿耆毗訶教派婆羅門，此外賓頭娑羅被認為向婆羅門修道院提供了許多補助金。歷史資料顯示賓頭娑羅於公元前270年代去世，年份介於公元前274年至前272年之間，賓頭娑羅死後發生一場為期約四年的繼承鬥爭，之後由其子阿育王勝出，並於公元前269-268年成為皇帝。

### 阿育王

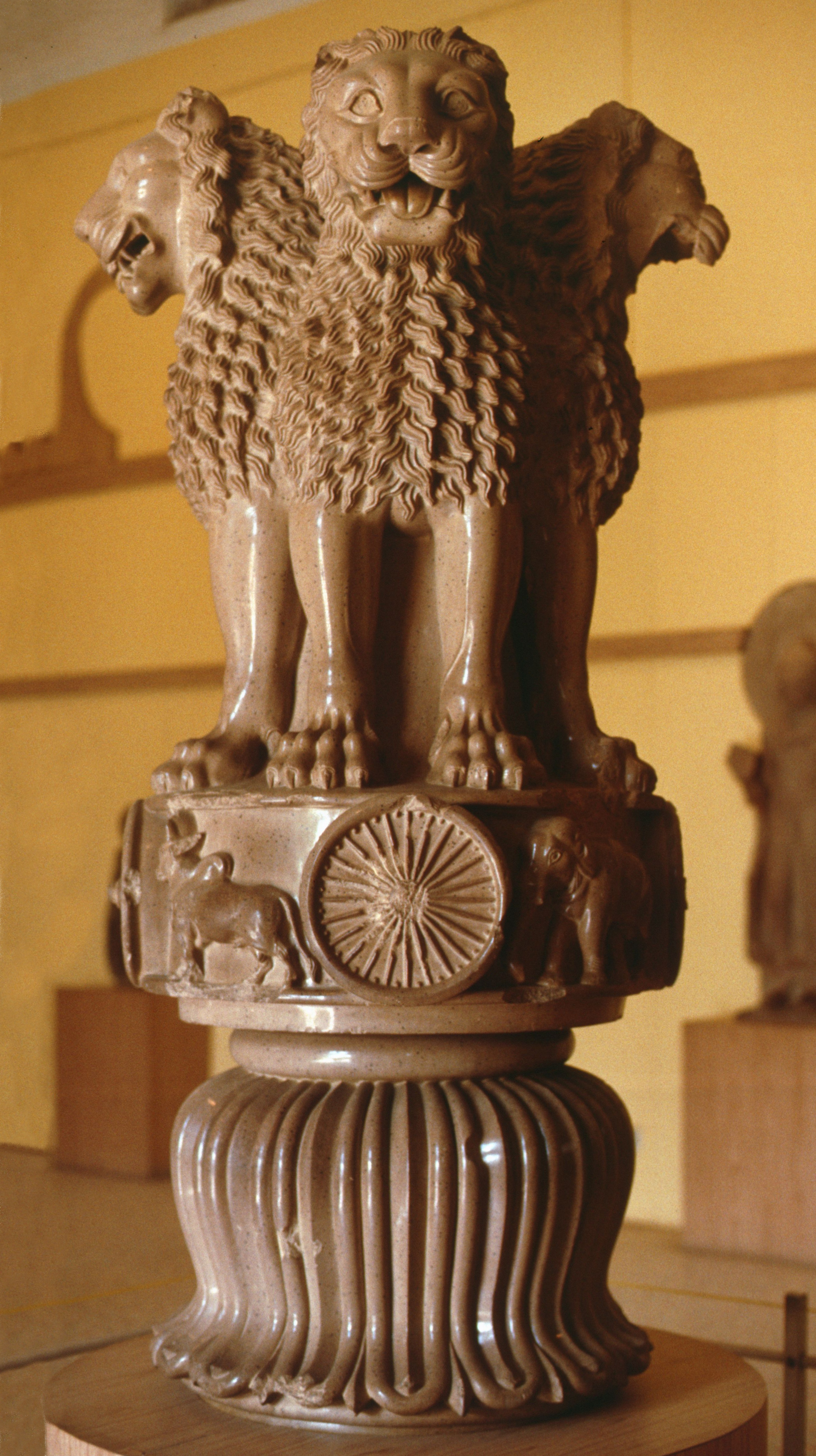
阿育王獅形石柱，於鹿野苑 ，約公元前 250 年。

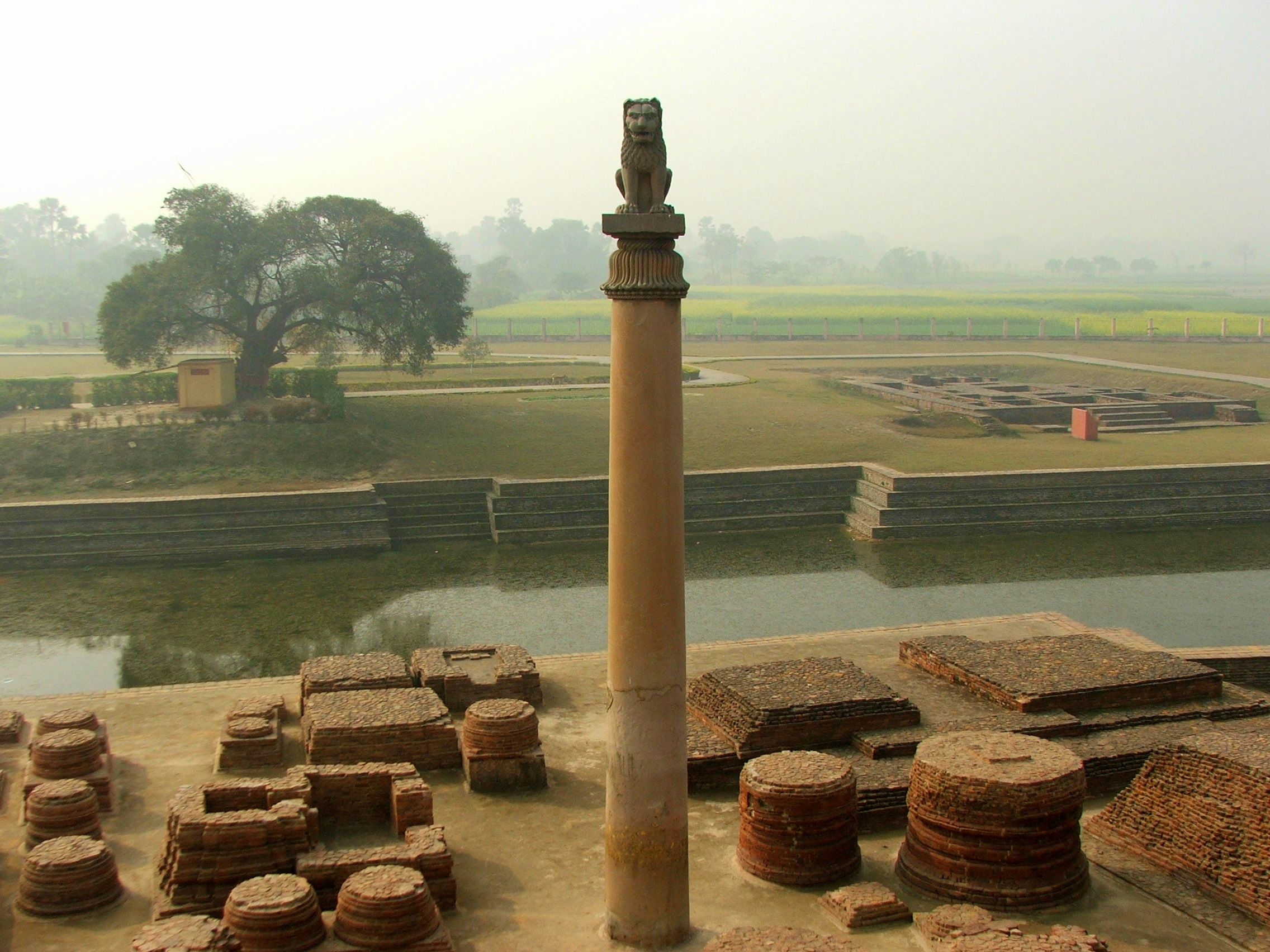
位於毘舍離的阿育王柱。

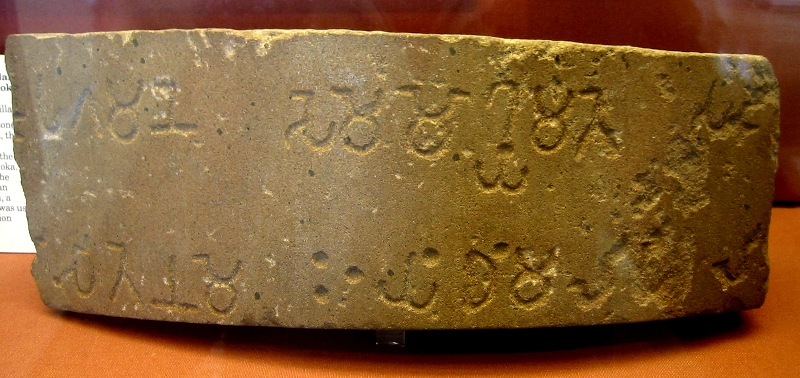
阿育王的第六柱詔書碎片（公元前238年），使用婆羅米文，由砂岩製成，現藏於大英博物館。

在其王子時期，阿育王便是一位出色的指揮官，曾平定了鄔闍衍那和塔克西拉地區的叛亂，在其擔任王朝君主的整個公元前272-232年間，阿育王野心勃勃，積極進取，重新確立了王朝在印度南部和西部的強勢地位，其一生中最重要的事件是於公元前262-261年間征服羯陵伽，並據此來展示對一個廣大地區的控制力：在該地建造了一座堡壘使之淪為其殖民地。雖然阿育王的軍隊成功擊垮了羯陵伽的皇家士兵和平民部隊，但激烈的戰爭中有大約十萬名士兵和平民死亡，其中包括孔雀王朝士兵超過一萬名，且有數十萬人因為戰爭而受到了負面影響。當他親眼目睹戰爭所帶來的災難時，阿育王開始感到悔恨。儘管羯陵伽的併吞已經完成，但阿育王接受了佛教的教義，放棄了戰爭和暴力，並派出傳教士遊歷亞洲，將佛教傳播到其他國家。
為了貫徹佛教的不害思想，阿育王立規禁止狩獵和暴力，並且禁止契約勞動和強制勞動，因為在戰亂不斷的羯陵伽，許多成千上萬的人被迫進行艱苦的勞動和奴役。儘管他擁有強大的軍隊來維持和平及權威，但阿育王擴大了與亞洲和歐洲國家的之間友好關係，並且資助佛教的傳播。他在全國范圍內開展了大規模的公共工程建設活動。 40多年的和平、和諧和繁榮使阿育王成為印度歷史上最成功和著名的君主之一。
刻在石碑上的阿育王詔書散佈在整個次大陸，從阿富汗西部到南部的安德拉邦，內容陳述了阿育王的政策和成就。儘管主要用普拉克里特語書寫，其中兩個用希臘語書寫，一個則用希臘語和亞美尼亞語書寫。詔書還證實阿育王曾向西方的希臘統治者派遣使節，一直到地中海，精確地列出了當時希臘世界各統治者的名字。

### 衰落
阿育王統治50年後，接連上位的國王都較為弱勢。首先其繼位者是他的孫子達沙拉沙，因為兒子們都無法繼承他的王位：長子摩哂陀成為了一名佛教僧侶、鳩那羅因為失明無法繼承王位、王后克沙婆基之子帝瓦拉比阿育王早逝。
達沙拉沙在位期間失去了許多領土，這些領土後來被鳩那羅之子三缽羅底重新奪回。但三缽羅底之後，摩揭陀王朝逐漸失去了許多領土。公元前180 年，大將華友殺死了沒有繼承人的巨車王。致此，孔雀王朝宣告滅亡，取而代之的是華友開啟的巽伽王朝。
導致王朝衰落的原因包括阿育王之後的弱勢君主繼位、王朝分裂為兩個國家、帝國內部一些地區如幸軍王的領地日益獨立、權力完全集中在少數人手中的管理體系、缺乏任何國家意識、帝國規模過於龐大難以掌控、以及希臘-巴克特里亞王國的入侵。

## 軍事
麥加斯梯尼提到軍事指揮由六個委員會組成，包括（一）海軍（二）軍事運輸（三）步兵（四）投石器與騎兵（五）雙輪戰車部隊和（六）戰象。

## 行政

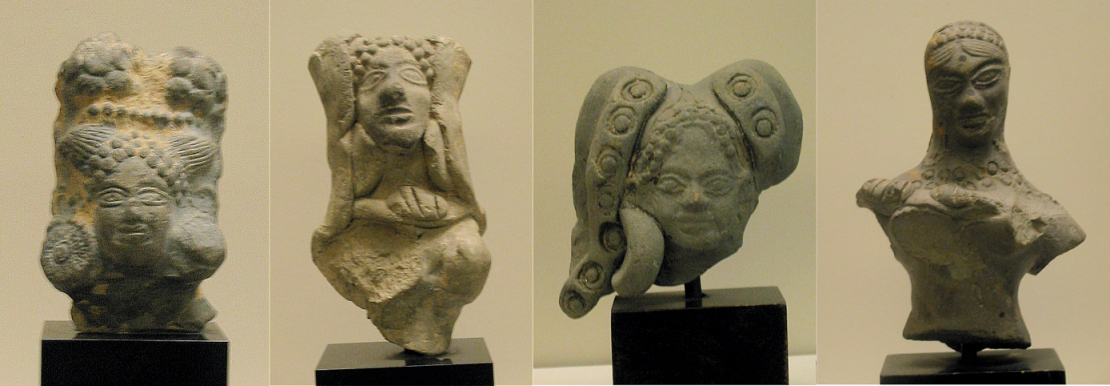
孔雀王朝時代留下的小雕像。

王國內部分為四個省，從阿育王詔書中可以得知，除了首都華氏城之外，四個省份的首府分別是東部的托薩利、西部的鄔闍衍那、南部的卡納卡吉里和北部的塔克西拉。
王子做為國王在各省的代表，擔任省級行政機構負責人，並由大臣和參議會協助管理統孔雀王朝建立了一個完善發展起來的造幣系統，硬幣主要由銀和銅製成，某些金幣也在流通中使用，而這些硬幣被廣泛用於貿易和商業活動中。
歷史學家推測，帝國的組織方式符合考底利耶於《政事論》中所描述的完善文職制度：一個複雜的公共服務體系負責從市政衛生到國際貿易的所有事務。在鐵器時代，孔雀王朝擁有世界上最強大的軍隊之一，這使得擴張和防禦都顯得遊刃有餘。根據麥加斯梯尼所說，帝國控制了60萬步兵、3萬騎兵、8000輛戰車和9000頭戰象，除此之外還有大批擁擭者、侍從及一個龐大的間諜系統收集情報，用於內部和外部安全目的。阿育王時期雖放棄了攻擊性戰爭和擴張主義，但仍然維持這支龐大的軍隊以保護帝國，在西亞和南亞維持穩定與和平。值得注意的是，儘管孔雀王朝控制大片彊域，但由於許多地區遙不可及且遠離帝國首都，因此與帝國信息間的傳遞受到嚴重限制。
孔雀王朝的經濟被描述為「社會化君主制」、「國家社會主義」，以及世界上第一個福利國家。在王朝體系下，土地沒有私人所有權，因為所有土地都歸國王所有，勞動階級向其支付貢品。作為回報，皇帝提供農產品、動物、種子、工具、公共基礎設施和儲存食物以備危難之時給勞動者使用。

### 地方政府
《政事論》和麥加斯梯尼的《印度史》描述了孔雀王朝為管理城市而建立的復雜市政系統。由三十名專員組成的城市議會分為六個委員會或董事會來管理城市。
第一個委員會確定工資並負責提供商品，第二個委員會為外國高官、遊客和商人做安排，第三個委員會進行記錄和登記，第四個委員會負責製造品和商品銷售，第五個委員會監管貿易、發放許可證並檢查重量和度量衡，第六個委員會徵收銷售稅。城市議會設有官員負責公共福利，如道路維護、公共建築物、市場、醫院、教育機構等等，同時也擁有某些司法權力，且一些城市如塔克西拉有權發行自己的硬幣。
人口普查是孔雀王朝管理中常規程式之一，村莊官員和自治區官員負責統計孔雀王朝不同階層的人數，如商人、農民、鐵匠、陶工、木匠等，以及大多數用於徵稅目的的牲畜數，這些職業鞏固了種姓制度，成為印度社會的一個特點，直到今天仍然影響著印度政治。

## 經濟

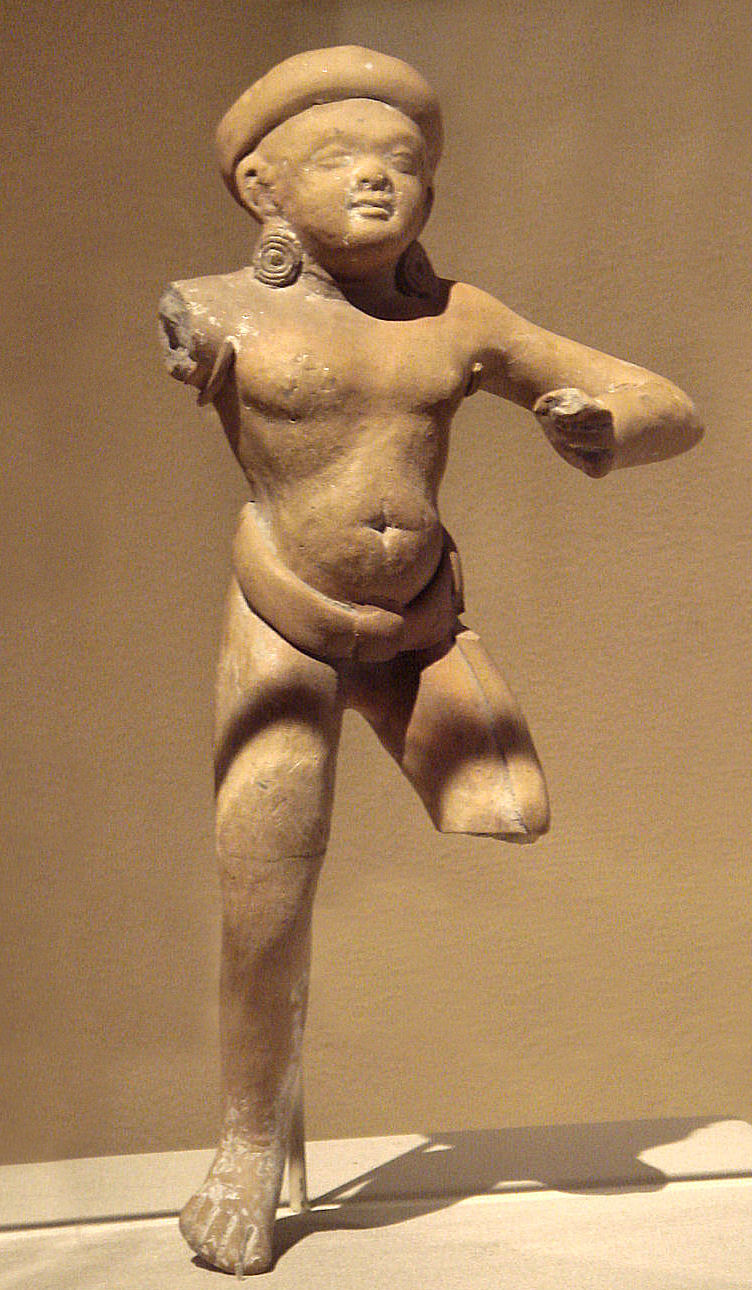
孔雀王朝的小雕像，約公元前2世紀。

在南亞史上，孔雀王朝首次實現了政治統一和軍事安全，使得共同的經濟體系成為可能，且同時增強了貿易和商業活動，提高了農業生產力。之前存在數百個王國、許多小型軍隊、強大的地區領袖和內戰等局面已被紀律嚴明的中央政府所取代，農民不再需要向地方君主支付稅賦和負擔作物收穫，而是向全國管理下嚴格但公平的稅務制度支付稅款，該制度的公平性來自於它以《政事論》原則設定。旃陀羅笈多在整個印度推行單一貨幣，並建立了一個由地方州長、行政官員以及文職人員組成的網絡，在商人、農民和交易者中提供司法與安全保障，且孔雀王朝消滅了許多匪盜集團、地方私人軍隊以及意圖在小範圍內實行霸權的地方領袖。雖然在稅收徵收方面嚴格，但王朝也建設許多公共工程和水路航道以提高生產效率，印度內部貿易由於政治統一和內部和平進而蓬勃發展。
在阿育王統治期間，印度-希臘友好條約保障了雙方之間的國際貿易網路，在現代巴基斯坦和阿富汗邊界的開伯爾山口成為印度與外界進行貿易和交往的戰略重要端口，希臘各城邦及西亞的希臘化王國成為印度的重要貿易夥伴。此外，貿易也延伸到馬來半島，進入東南亞地區。印度出口包括絲織品、紡織品和香料等產品，隨著與孔雀王朝不斷增加的貿易，印度也從外部世界接觸到新的科學知識和技術。阿育王還贊助修建了數以千計的道路、航道、運河、醫院、旅店等公共設施，放寬了過去許多過於嚴格的行政措施，如作物稅，而提高整個王朝的生產力和經濟活動。
在許多方面，孔雀王朝的經濟形勢與幾個世紀後的羅馬帝國十分相似：兩者都擁有廣泛的貿易聯繫，並且都擁有類似於公司的組織。雖然羅馬擁有許多關於公共國家建設項目的組織實體，但孔雀王朝印度擁有許多私人商業實體，這些實體僅僅限於私人商業，且在孔雀王朝建立之前就已發展起來。
| 孔雀王朝的硬幣 |
| - 孔雀王朝硬幣為主的收藏。 - 孔雀王朝的穿孔標記銀幣，上面有輪子和大象的符號，公元前3世紀。 - 孔雀王朝的硬幣，背面有拱形山丘符號。 - 孔雀王朝的硬幣硬幣，大約在公元前4世紀末至前2世紀。 - 孔雀王朝，舍利輸迦主政時期或更之後的年代，大約前207年-前194年。 |

## 宗教信仰

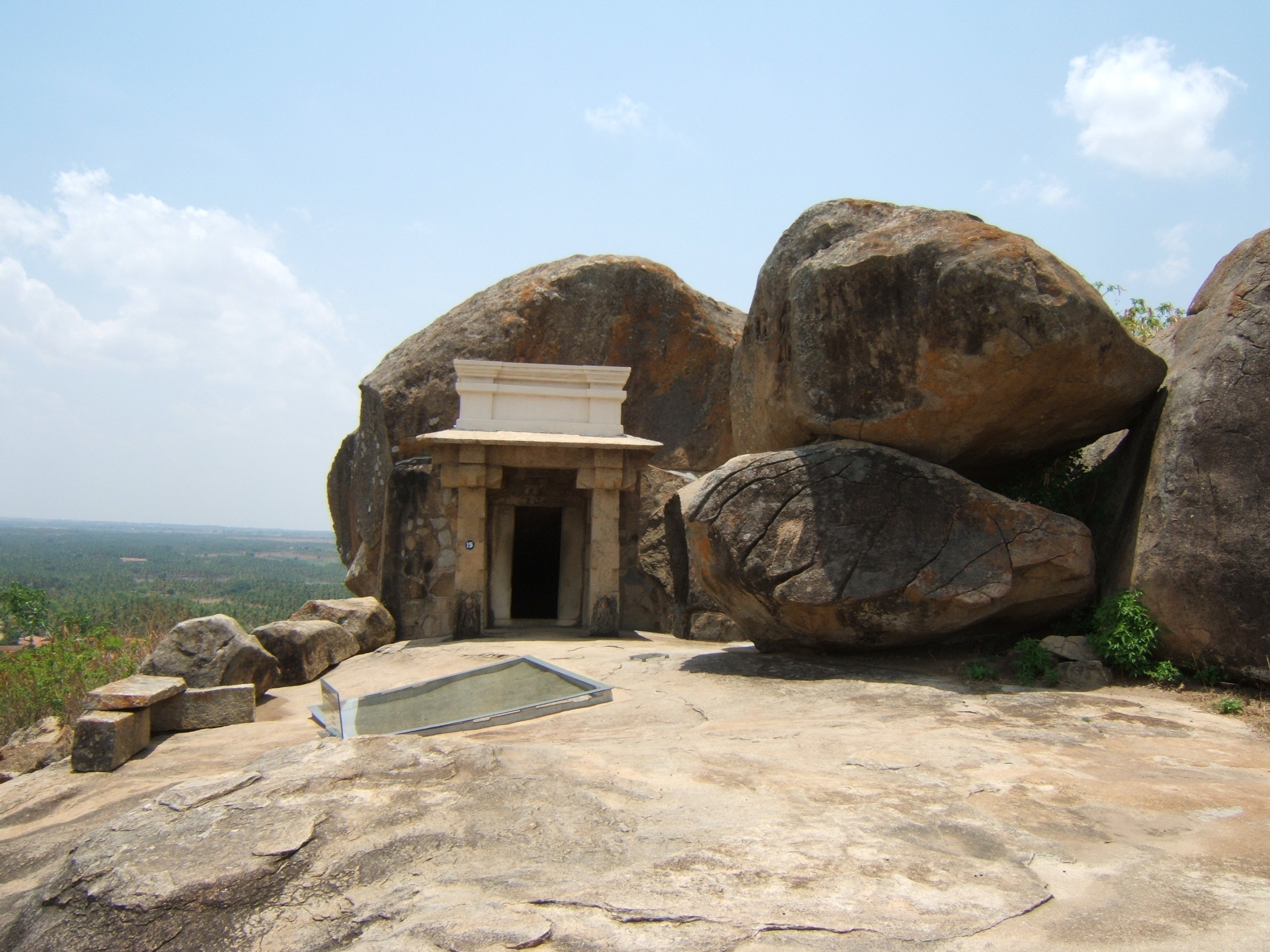
位於什拉瓦納貝拉戈拉的賢臂洞穴，相傳是旃陀羅笈多禁食至死之處。

在孔雀王朝統治時期，婆羅門教相對強勢，除此之外，王朝政府也十分青睞耆那教和佛教。不過，像阿耆毗訶這樣的小宗教派也得到了資助，且許多印度教文本都是在孔雀王朝時期撰寫的。
如前所述，開國軍主旃陀羅笈多執行耆那教的薩萊克哈那禁食致死，此外阿育王的孫子三缽羅底也支持耆那教，據說三缽羅底在耆那教僧侶的建議下於印度各地建造了12萬5000座耆那教寺朝，而其中一些仍然可以在今天的亞美達巴德、維拉姆加姆、鄔闍衍那和帕利塔納等城鎮找到。據說三缽羅底跟祖父阿育王一樣也派遣使者和傳教士到希臘、波斯和中東傳播耆那教，但是，迄今為止，尚未發現任何證據支持這一說法。佛教文獻《善見律毘婆沙》和《大史》暗示賓頭娑羅信奉印度婆羅門教，稱他為「婆羅門僧侶」。

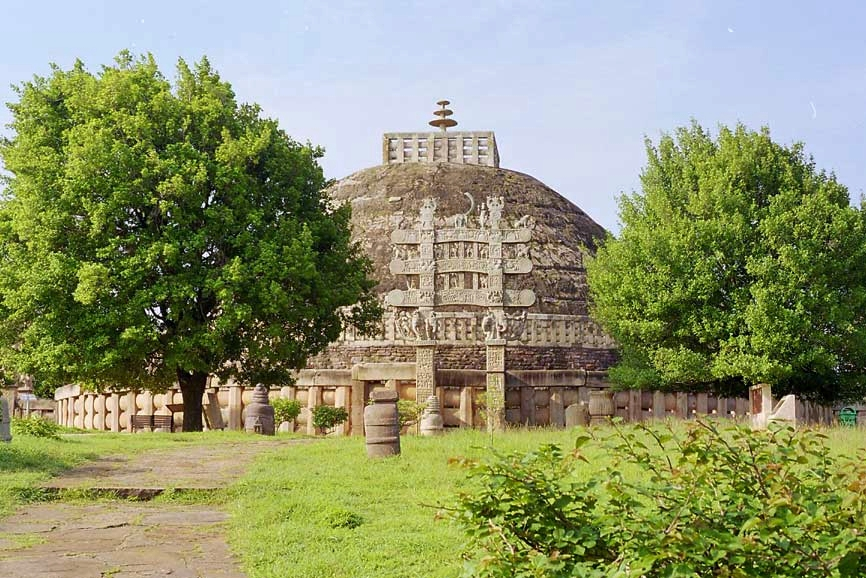
位於桑吉建築群中心的窣堵坡，裡面裝有佛陀的舍利子，最初是由孔雀王朝建造，但裝飾門廊建於百乘王朝時期，圍繞它的欄杆則是更晚的巽伽王朝加上的。

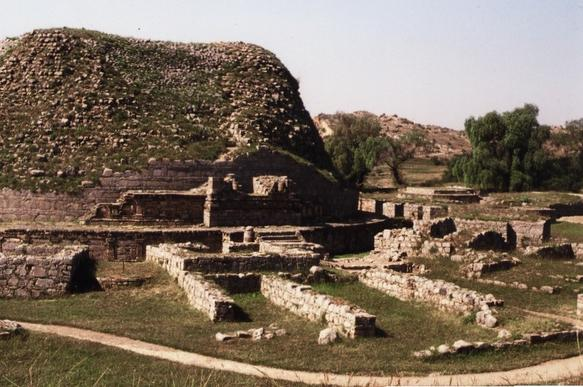
位於現代巴基斯坦塔克西拉的達磨拉吉卡窣堵波也被認為是由阿育王所建立的。

帝國的中心摩揭陀也是佛教的發源地，阿育王最初信奉婆羅門教，但後來信奉佛教；在羯陵伽戰爭之後，他放棄了擴張主義和侵略性，也摒棄《政事論》中強調的使用武力、密集監管、重稅、以及對反叛者的無情鎮壓。阿育王派遣兒子摩哂陀和女兒僧伽蜜多領導使團覲見斯里蘭卡國王天愛帝須，國王被佛教理念所吸引，並將佛教定為國教。阿育王也向西亞、希臘和東南亞派遣了許多佛教使團，並建造修道院和學校，以及在整個帝國範圍內出版佛教文獻。據信他在印度建造了多達84000座佛塔，如桑吉寺和摩訶菩提寺，並增加了阿富汗和泰國的佛教普及度。阿育王召集印度和南亞佛教僧團在首都華氏城舉行第三次結集，期間進行了許多改革和擴展佛教宗教的工作，部分印度商人也接受了佛教，並在王朝內部發揮了重要作用。

## 社會
孔雀王朝時期南亞人口估計在1500萬至3000萬之間，根據蒂姆·戴森的研究，孔雀王朝時期印度-雅利安人在恆河平原定居下來，並且不斷侵入當地部落，並演變出種姓制度來壓制當地住民。同時印度-雅利安語區域婦女權利陡然下降，不過「這個趨勢並未影響到居住在次大陸其餘大部分地區的人民」。

## 建築遺跡

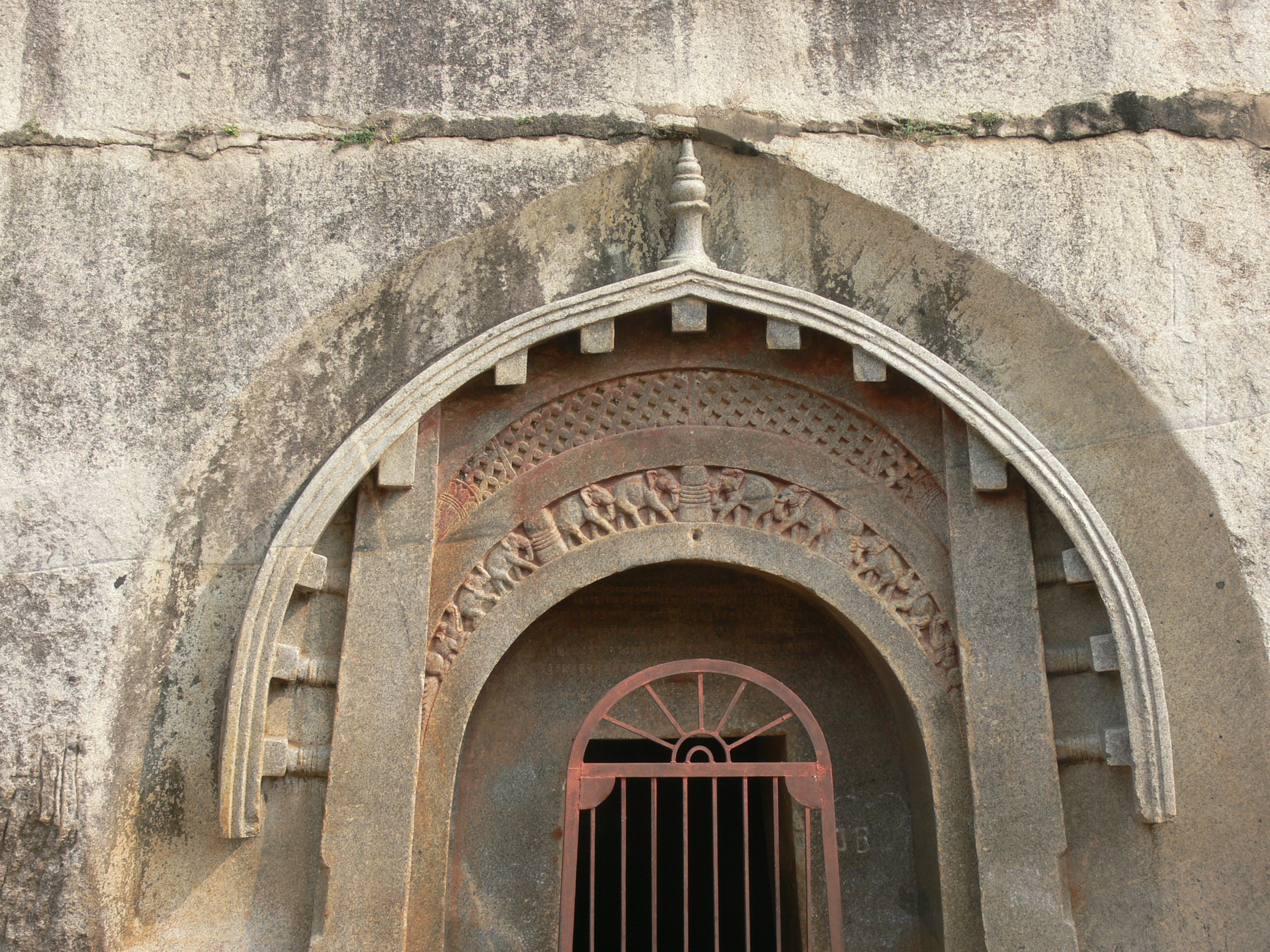
孔雀王朝的建築，位於巴拉巴爾洞穴中的洛馬斯里希洞穴，約建於公元前3世紀。

旃陀羅笈多的統治時期最偉大的建築是華氏城的舊宮殿，位於現今巴特那的庫姆哈爾。考古發掘出土了宮殿的遺跡，據推測它曾是一組由幾座建築組成的建築群，其中最重要的是一座雄偉的大廳，由 80 根整齊排列的 7 米高柱子支撐在厚實的木材基底上，將大廳分成許多個較小的方形間隔。根據目擊者麥加斯梯尼的描述，宮殿主要由木材建造，其鍍金柱子上裝飾著金藤和銀鳥，被認為超越蘇薩宮殿和埃克巴坦那宮殿的輝煌和壯麗。建築群坐落在一片廣闊的公園內，公園裡點綴著魚池，並擁有各種裝飾性樹木和灌木。考底利耶的《政事論》中也給出了這一時期宮殿建造的方法。後來發現的石柱碎片，包括一根幾乎完整的石柱，其圓形錐形柱身和光滑的拋光表明阿育王負責建造取代早期木柱的石柱。

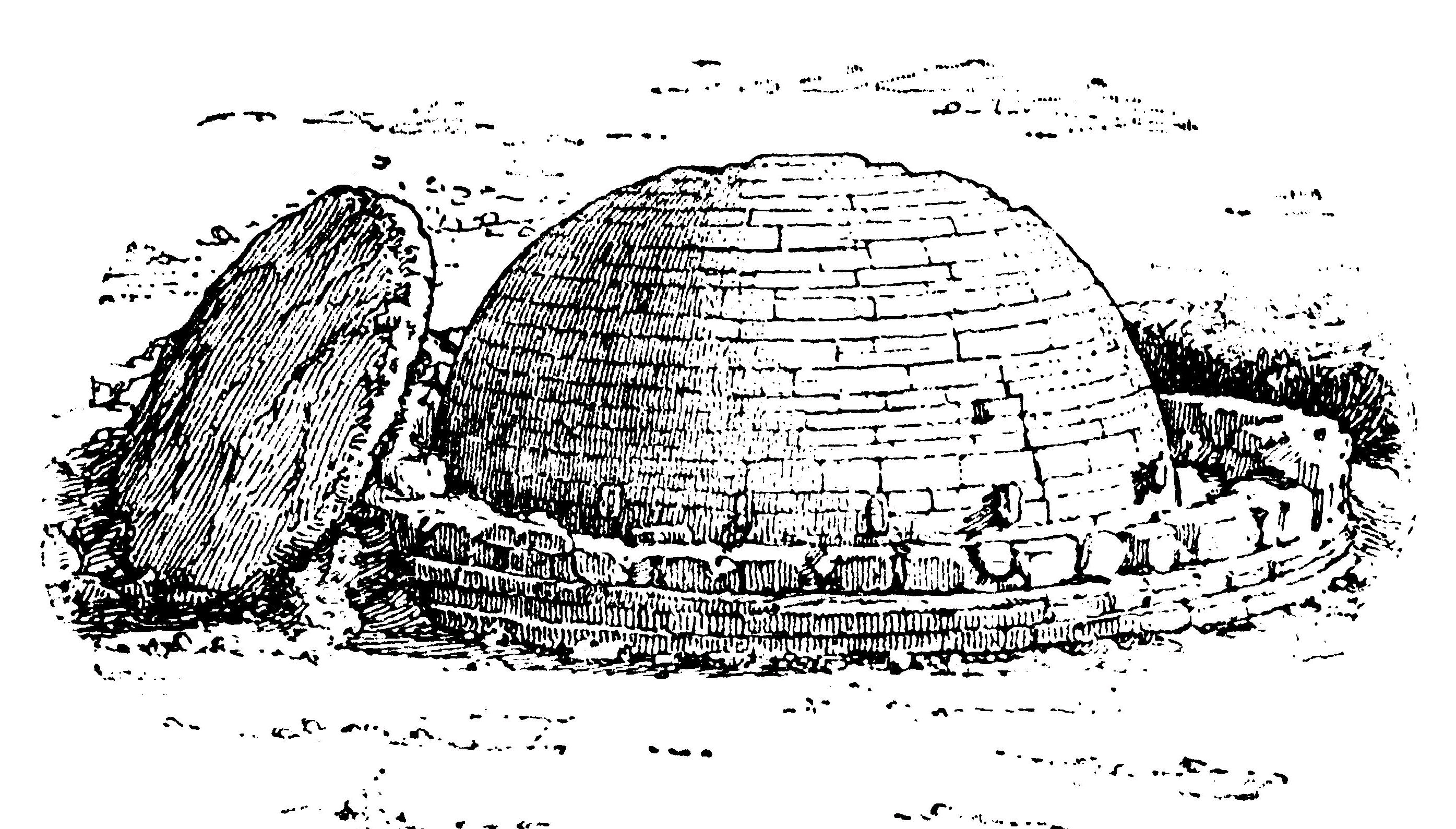
一個早期的窣堵坡，直徑6公尺，側邊有倒下的傘，位於查克達拉附近，可能是孔雀王朝建的，年代為公元前3世紀。

在阿育王時期，石雕工藝高度多樣化，包括高聳的獨立柱子、窣堵坡欄杆、獅子寶座和其他巨型雕像。當時石料的使用已達到非常完美的境界，即便是小碎片也被打磨得光彩熠熠，形似精美的琺瑯。這個時期標誌著佛教建築的開端，阿育王負責建造了幾座擁有巨大圓頂的窣堵坡，上面都帶有佛陀的象徵。其中最具代表性的幾個窣堵坡位於桑吉、菩提伽耶、巴弗。王朝最廣為分部的建築是阿育王柱以及刻在石料上的阿育王詔書，二者常常裝飾精美，並分佈在印度次大陸各地超過40處。而孔雀是王朝的象徵，阿育王將之刻在南丹格爾和桑吉的阿育王柱。
| 孔雀王朝在桑吉的建築結構和裝飾 (公元前3世紀) | |
| 孔雀王朝的桑吉大窣堵波的大致重構。           | - 阿育王柱的石材遺跡（南門右側）。 - 阿育王柱的柱軸遺跡，位於南門附近的棚子下。 - 發現的柱子及其銘文「分裂敕令」的翻譯。 - 今日的柱冠。 |

## 博物學

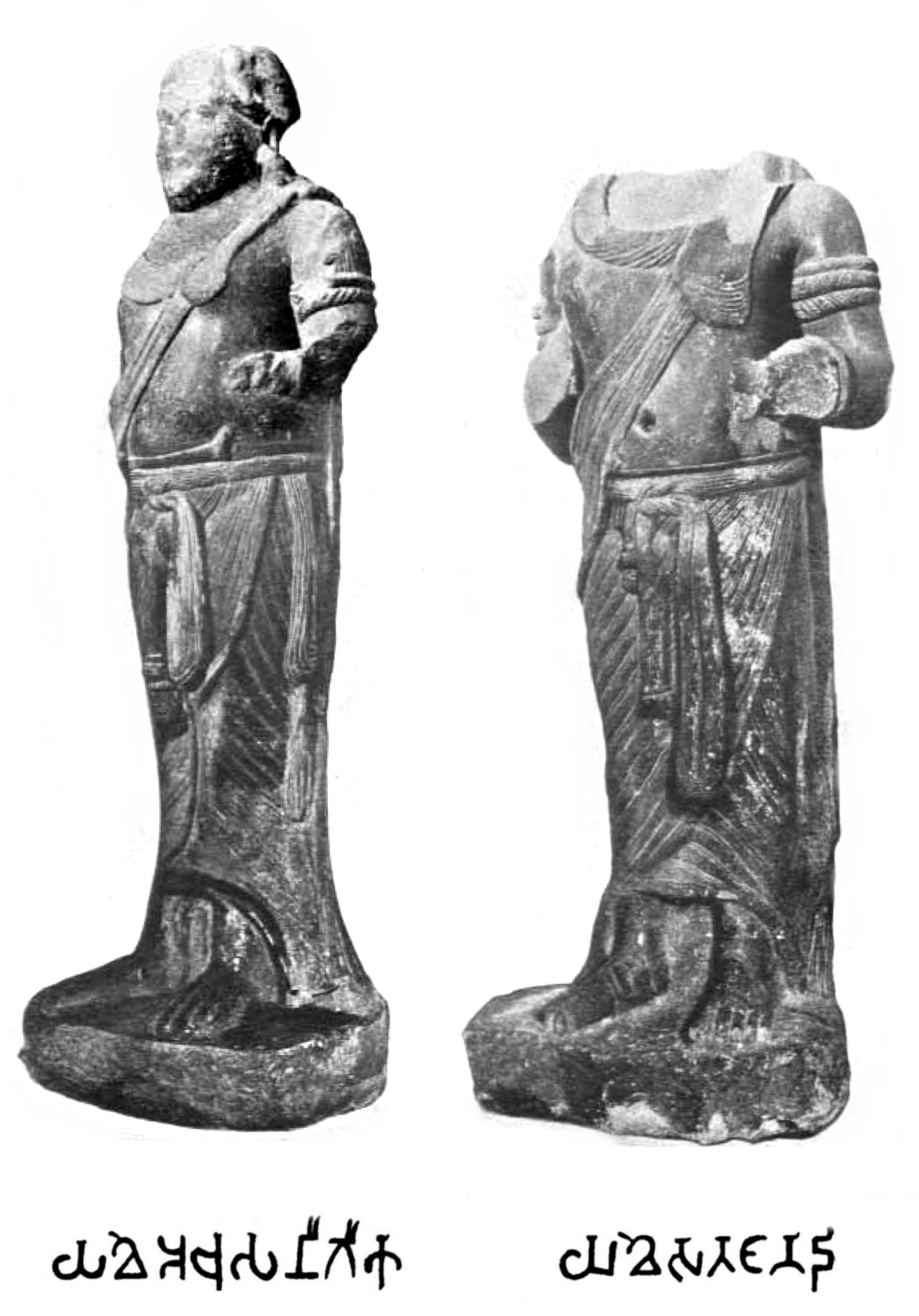
兩尊夜叉，約為公元前3世紀，發現於華氏城。兩個以夜叉 開頭的梵文銘文在古文字學上的書寫風格上屬於稍晚的貴霜王朝，大約是公元2世紀。

在孔雀王朝時期，印度就提倡保護動物；作為首個在統一印度的帝國，孔雀王朝對待人民、森林、和動物的態度十分引人關注。
王朝將森林看作資源，對他們來說，森林最重要的產物是大象。當時的軍事實力不僅依賴於馬匹和人類，還依賴於戰鬥大象；這些大象在擊敗亞歷山大的繼業者之一塞琉古一世中扮演了重要角色。王朝試圖保護野生大象的供給量能，因為捕捉、馴服和訓練野生大象比養殖大象更為便宜，也花費更少的時間。考底利耶的《政事論》不僅敘述古代治理國家的格言，還明確指定了官員的職責，如大象森林的保育者。
在森林邊界，應該建立一個由林務人員看守的大象森林。首席大象林務官辦公室應在護衛的幫助下在任何地勢均得保護大象。殺死一頭大象者將被處以死刑。——考底利耶，政事論
此外王朝也指定了特定的森林來保護木材、獅子皮及老虎皮的供應量。在其他地方，動物保護官還努力消除盜賊、老虎和其他掠食者，使森林安全而可以放牧牛群。
王朝重視某些森林地帶的戰略或經濟價值，並對它們實施限制和控制措施。且王朝不信任所有森林部落，故此用賄賂和政治壓迫等手段來壓制它們。王朝雇用了其中一些食物採集者來守衛邊境和捕捉動物。這種高張力的關係反而使孔雀王朝能夠守衛廣闊的帝國。
阿育王在其執政後期尊崇佛教，使其治理風格上有了重大變革，例如他規定保護動物，甚至放棄了皇家狩獵，並將此規定刻在石碑上。阿育王是歷史上第一位提倡野生動物保護措施的統治者，而保護動物的法令宣布後，許多人開始效仿國王的榜樣放棄屠殺動物，有人更自豪地宣稱：
我們的國王幾乎不殺生。——阿育王詔書第五支柱
然而，阿育王詔書更多是反映了統治者的願望，而非實際情況。如詔書中記錄：在皇家狩獵保護區偷獵鹿會被罰 100 錢，代表著確實存在不少違規者。推測乃是人民慣於自由地狩獵、砍伐、捕魚和火燒森林等活動，但卻與法律限制相抵觸。

## 時間表
- 公元前322年：旃陀羅笈多征服難陀王朝，並建立孔雀王朝[98]。
- 公元前317–316年：旃陀羅笈多征服印度次大陸的西北部。
- 公元前305–303年：旃陀羅笈多擊敗塞琉古帝國而獲得領土。
- 公元前298–269年：旃陀羅笈多的兒子賓頭娑羅即位，任內征服了南印度的德干高原。
- 公元前269–232年：在旃陀羅笈多的孫子阿育王的統治下，孔雀王朝的國力到達巔峰。
- 公元前261年：阿育王征服羯陵伽。
- 公元前250年：阿育王建造了佛教塔和豎立了刻有銘文的柱子。
- 公元前184年：末任皇帝巨車王（英语：Brihadratha Maurya）被其將軍華友（英语：Pushyamitra Shunga）殺害，帝國易主，華友自立巽伽王朝。

## 君主列表
君主
| 君主       | 君主 | 在位時昌        | 備註 |
| ---------- | ---- | --------------- | --- |
| 旃陀羅笈多 |      | 前322年–前297年 | 建立印度史上首個統一的政權。                                                                                 |
| 賓頭娑羅   |      | 前297年–前273年 | 以其外交政策和鎮壓維達婆起義而聞名。                                                                         |
| 阿育王     |      | 前268年–前232年 | 王朝歷代最偉大的皇帝，以羯陵伽戰爭的勝利而聞名。其儲君鳩那羅早年被刺瞎，且早於阿育王去世，故王位由孫子繼承。 |
| 達沙拉沙   |      | 前232年–前224年 | 阿育王的孫子。                                                                                               |
| 三缽羅底   |      | 前224年–前215年 | 達沙拉沙的堂弟。                                                                                             |
| 舍利輸迦   |      | 前215年–前202年 | |
| 提婆伐摩   |      | 前202年–前195年 | |
| 薩塔陀拉   |      | 前195年–前187年 | 在其任內，王朝統治範圍大幅縮水。                                                                             |
| 巨車王     |      | 前187年–前184年 | 前184年，遭其將軍華友暗殺。                                                                                  |

## 註記
1. ↑  Nath sen, Sailendra. . Routledge. 1999: 164  [2023-09-24]. ISBN 9788122411980. （原始内容存档于2022-09-27）.
2. 1 2 3  Bronkhorst, Johannes; Flood, Gavin. . Oxford University Press. July 2020: 68. ISBN 978-0-19-873350-8 （英语）.
3. ↑  Omvedt, Gail. . SAGE Publications. 18 August 2003: 119. ISBN 978-0-7619-9664-4 （英语）.
4. ↑  Smith, vincent A. . Oxford University Press. 1981: 99. the only direct evidence throwing light ....is that of Jain tradition. ...it may be that he embraced Jainism towards the end of his reign. ...after much consideration I am inclined to accept the main facts as affirmed by tradition .... no alternative account exists.
5. ↑  Dalrymple, William. . Bloomsbury Publishing. 2009-10-07. ISBN 978-1-4088-0341-7 （英语）. It was here, in the third century BC, that the first Emperor of India, Chandragupta Maurya, embraced the Jain religion and died through a self-imposed fast to the death,......
6. ↑  Keay, John. . Open Road + Grove/Atlantic. 1981: 85–86. ISBN 978-0-8021-9550-0 （英语）.
7. 1 2  Long, Jeffery D. . Rowman & Littlefield. 15 April 2020: 255. ISBN 978-1-5381-2294-5 （英语）.
8. ↑  Boyce, Mary; Grenet, F. . BRILL. January 1991: 149. ISBN 978-90-04-29391-5 （英语）.
9. ↑  Avari, Burjor (2007). India, the Ancient Past: A History of the Indian Sub-continent from C. 7000 BC to AD 1200 的存檔，存档日期23 November 2022. Taylor & Francis. ISBN 0415356156. pp. 188-189.
10. ↑  Taagepera, Rein. . Social Science History. 1979, 3 (3/4): 132. JSTOR 1170959. doi:10.2307/1170959.
11. ↑  Turchin, Peter; Adams, Jonathan M.; Hall, Thomas D. . Journal of World-Systems Research. December 2006, 12 (2): 223  [16 September 2016]. ISSN 1076-156X. （原始内容存档于20 May 2019）.
12. 1 2  
Dyson, Tim, , Oxford University Press: 16–17, 2018, ISBN 978-0-19-882905-8 Quote: "Magadha power came to extend over the main cities and communication routes of the Ganges basin. Then, under Chandragupta Maurya (c.321–297 bce), and subsequently Ashoka his grandson, Pataliputra became the centre of the loose-knit Mauryan 'Empire' which during Ashoka's reign (c.268–232 bce) briefly had a presence throughout the main urban centres and arteries of the subcontinent, except for the extreme south."
13. 1 2  
Ludden, David, , Oneworld Publications: 28–30, 2013, ISBN 978-1-78074-108-6
14. ↑  Hermann Kulke 2004，第xii, 448頁.
15. ↑  Thapar, Romila. . Penguin Books. 1990: 384. ISBN 0-14-013835-8.
16. 1 2  R. K. Mookerji 1966，第31頁.
17. ↑  Seleucus I ceded the territories of Arachosia (modern Kandahar), Gedrosia (modern Balochistan), and Paropamisadae (or Gandhara). Aria (modern Herat) "has been wrongly included in the list of ceded satrapies by some scholars ... on the basis of wrong assessments of the passage of Strabo ... and a statement by Pliny" (Raychaudhuri & Mukherjee 1996, p. 594).
18. ↑  John D Grainger 2014，第109頁: Seleucus "must ... have held Aria", and furthermore, his "son Antiochos was active there fifteen years later".
19. ↑  Bhandari, Shirin. . Roads & Kingdoms. 2016-01-05  [2016-07-19]. （原始内容存档于2019-04-15） （美国英语）.
20. ↑  Hermann Kulke 2004，第67頁.
21. ↑  
Dyson, Tim, , Oxford University Press: 24, 2018, ISBN 978-0-19-882905-8 Quote: "Yet Sumit Guha considers that 20 million is an upper limit. This is because the demographic growth experienced in core areas is likely to have been less than that experienced in areas that were more lightly settled in the early historic period. The position taken here is that the population in Mauryan times (320–220 BCE) was between 15 and 30 million—although it may have been a little more, or it may have been a little less."
22. ↑  
Dyson, Tim, , Oxford University Press: 19, 2018, ISBN 978-0-19-882905-8
23. ↑  "It is doubtful if, in its present shape, [the Arthashastra] is as old as the time of the first Maurya", as it probably contains layers of text ranging from Maurya times till as late as the 2nd century CE. Nonetheless, "though a comparatively late work, it may be used ... to confirm and supplement the information gleaned from earlier sources". (Raychaudhuri & Mukherjee 1996, pp. 246–247)
24. ↑  Sugandhi, Namita. : 67. 2008-08-01  [2024-09-06]. （原始内容存档于2025-01-15）.
25. ↑  Kosmin 2014，第31頁.
26. ↑  Nath sen, Sailendra. . Routledge. 1999: 162  [2023-09-24]. ISBN 9788122411980. （原始内容存档于2022-09-27）.
27. ↑  Thapar 2013，第362–364頁.
28. 1 2  Sen 1895，第26–32頁.

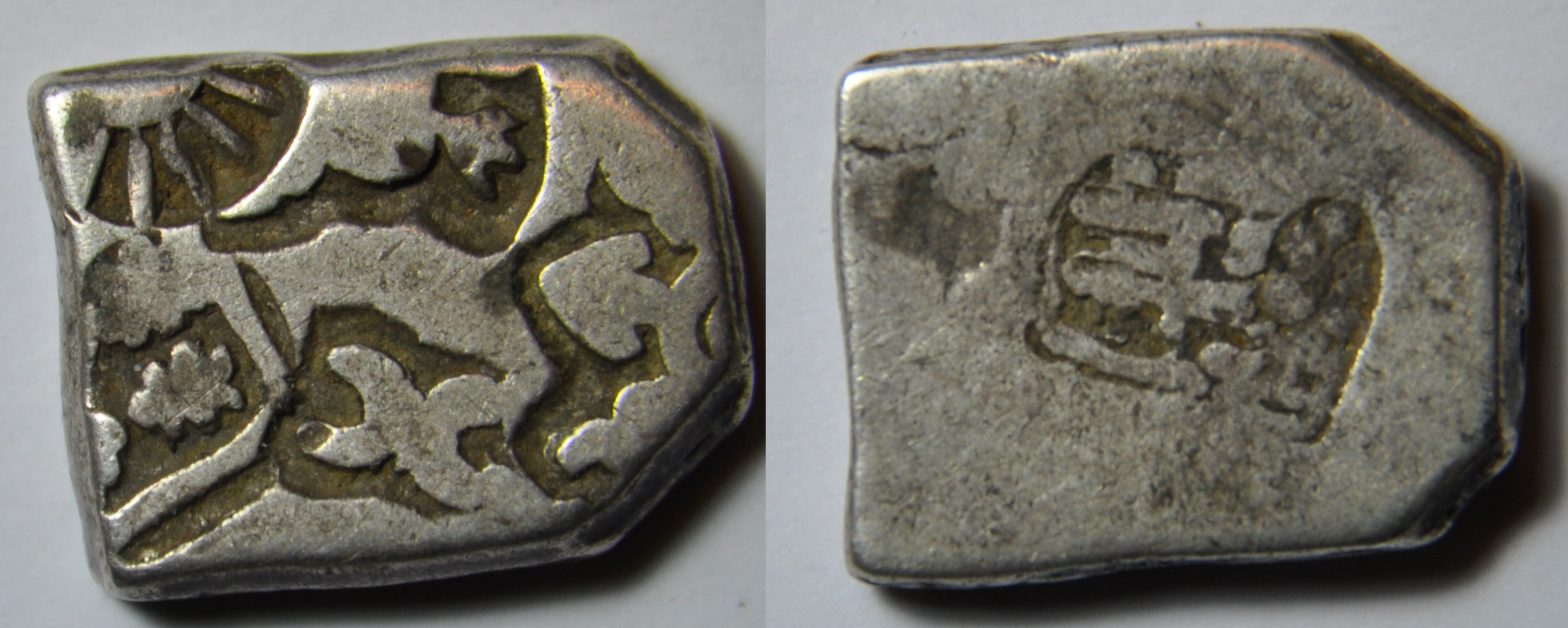
孔雀王朝的1卡夏盤那銀幣，賓頭娑羅時期，大約公元前297-272年，華氏城工作坊。正面：太陽符號、反面：未知符號、尺寸：14 × 11毫米、重量：3.4公克。

29. ↑  Upinder Singh 2008，第272頁.
30. ↑  Mookerji 1988，第28–33頁.
31. ↑  Hemacandra 1998，第175–188頁.
32. ↑  Mookerji 1988，第33頁.
33. ↑  Malalasekera 2002，第383頁.
34. ↑  Mookerji 1988，第33-34頁.
35. ↑  Trautmann 1971，第43頁.
36. ↑  Chandragupta Maurya and His Times, Radhakumud Mookerji, Motilal Banarsidass Publ., 1966, p.26-27 Mookerji, Radhakumud. . 1966  [2016-11-26]. ISBN 9788120804050. （原始内容存档于27 November 2016）.
37. ↑  Mookerji 1988，第34頁.
38. ↑  Roy 2012，第62頁.
39. 1 2  . Greenwood Publishing. 2002  [16 August 2019]. ISBN 0313309426.
40. ↑  Kistler, John M. . University of Nebraska Press. 2007: 67  [16 August 2019]. ISBN 978-0803260047.
41. ↑  s, deepak. . deepak shinde. 2016-10-25 （英语）.
42. ↑  Kosmin 2014，第38頁.
43. ↑  Arrian. . .   [2023-09-24]. （原始内容存档于2016-01-10）. Megasthenes lived with Sibyrtius, satrap of Arachosia, and often speaks of his visiting Sandracottus, the king of the Indians.
44. ↑  "In the royal residences in India where the greatest of the kings of that country live, there are so many objects for admiration that neither Memnon's city of Susa with all its extravagance, nor the magnificence of Ectabana is to be compared with them. ... In the parks, tame peacocks and pheasants are kept." Aelian, Characteristics of animals book XIII, Chapter 18, also quoted in The Cambridge History of India, Volume 1, p411
45. ↑  Romila Thapar (1961), Aśoka and the decline of the Mauryas, Volume 5, p.129, Oxford University Press. "The architectural closeness of certain buildings in Achaemenid Iran and Mauryan India have raised much comment. The royal palace at Pataliputra is the most striking example and has been compared with the palaces at Susa, Ecbatana, and Persepolis."
46. ↑  Chatterjee, Suhas. . M.D. Publications. 1998. ISBN 9788175330832 （英语）.
47. ↑  Dikshitar, V. R. Ramachandra. . Motilal Banarsidass. 1993. ISBN 9788120810235 （英语）.
48. ↑  R. K. Mookerji 1966，第39–40頁.
49. ↑  Geoffrey Samuel 2010，第60頁.
50. ↑  Romila Thapar 2004，第178頁.
51. ↑  R. K. Mookerji 1966，第39–41頁.
52. ↑  Srinivasachariar 1974，第lxxxvii頁.
53. ↑  Motilal Banarsidass. . Phyllis Granoff  (编). . 由Rosalind Lefeber翻译. 1993: 204–206. ISBN 9788120811508.
54. 1 2  Upinder Singh 2008，第331頁.
55. ↑  Dineschandra Sircar 1971，第167頁.
56. ↑  William Woodthorpe Tarn. . Cambridge University Press. 2010: 152. ISBN 9781108009416.
57. ↑  Mookerji Radhakumud. . Motilal Banarsidass. 1962: 8. ISBN 978-81-208-0582-8. （原始内容存档于10 May 2018）.
58. 1 2  Alain Daniélou 2003，第109頁.
59. ↑  Eugène Burnouf. . New York: E. P. Dutton. 1911: 59.
60. 1 2 3  S. N. Sen 1999，第142頁.
61. ↑  "Three Greek ambassadors are known by name: Megasthenes, ambassador to Chandragupta; Deimachus, ambassador to Chandragupta's son Bindusara; and Dyonisius, whom Ptolemy Philadelphus sent to the court of Ashoka, Bindusara's son", McEvilley, p.367
62. ↑  India, the Ancient Past, Burjor Avari, pp. 108–109
63. ↑  Anukul Chandra Banerjee, Buddhism in comparative light, p. 24
64. ↑  Beni Madhab Barua, Ishwar Nath Topa, Ashoka and his inscriptions, Volume 1, p. 171
65. ↑  Kashi Nath Upadhyaya. . Motilal Banarsidass. 1997: 33. ISBN 9788120808805.
66. ↑  Allchin, F. R.; Erdosy, George. . Cambridge: Cambridge University Press. 1995: 306.
67. ↑  Edicts of Ashoka, 13th Rock Edict, translation S. Dhammika.
68. ↑  Thapar, Romila. . Oxford Scholarship Online. 2012  [2023-09-24]. ISBN 9780198077244. doi:10.1093/acprof:oso/9780198077244.003.0031. （原始内容存档于2020-06-11）.
69. ↑  Kangle, R. P. . Motilal Banarsidass Publ. 1986. ISBN 978-81-208-0041-0 （英语）.
70. ↑  Nath sen, Sailendra. . Routledge. 1999: 160  [2023-09-24]. ISBN 9788122411980. （原始内容存档于2022-09-27）.
71. ↑  Gabriel A, Richard. . Greenwood Publishing Group. 30 November 2006: 28. ISBN 9780313333484.
72. ↑  R. C. Majumdar 2003，第107頁.
73. ↑  Kulke, Herman. . Routledge. 2004: 79  [2023-09-24]. ISBN 9780415329200. （原始内容存档于2023-11-02）.
74. 1 2  Roger Boesche. . Lexington Books. 2003: 67–70. ISBN 978-0-7391-0607-5.
75. ↑  . Allied Publishers. 1988. ISBN 9788184245684 （英语）.
76. ↑  . The Times of India.   [2023-09-24]. （原始内容存档于2023-03-13）.
77. ↑  The Economic History of the Corporate Form in Ancient India. 的存檔，存档日期4 February 2016. University of Michigan.
78. ↑  CNG Coins 的存檔，存档日期27 August 2017.
79. ↑  Nath sen, Sailendra. . Routledge. 1999: 164  [2023-09-24]. ISBN 9788122411980. （原始内容存档于2022-09-27）.
80. ↑  Ray, A. . Taylor & Francis. 2016: 22  [2023-09-24]. ISBN 978-1-351-99731-7. （原始内容存档于2022-10-20）.
81. ↑  John Cort 2010，第142頁.
82. ↑  Tukol, T. K. . （原始内容存档于4 March 2016）.
83. ↑  John Cort 2010，第199頁.
84. ↑  S. M. Haldhar. . Om. 2001: 38. ISBN 9788186867532.
85. ↑  Beni Madhab Barua.  1. 1968: 171.
86. ↑  Jerry Bentley, Old World Encounters: Cross-Cultural Contacts in Pre-Modern Times (New York: Oxford University Press), 46
87. ↑  Dyson, Tim, , Oxford University Press: 24, 2018, ISBN 978-0-19-882905-8 Quote: "Yet Sumit Guha considers that 20 million is an upper limit. This is because the demographic growth experienced in core areas is likely to have been less than that experienced in areas that were more lightly settled in the early historic period. The position taken here is that the population in Mauryan times (320–220 bce) was between 15 and 30 million—although it may have been a little more, or it may have been a little less."
88. ↑  Dyson, Tim, , Oxford University Press: 19, 2018, ISBN 978-0-19-882905-8
89. ↑  "L'age d'or de l'Inde Classique", p23
90. ↑  "L'age d'or de l'Inde Classique", p22
91. ↑  R. K. Mookerji 1966，第15頁.
92. ↑  Described in Marshall p.25-28 Ashoka pillar.
93. ↑  Ramaprasad, Chanda. . 1919: 25-28.
94. ↑  Allen, Charles. . London: Hachette Digital. 2012: 274. ISBN 978-1-408-70388-5.
95. ↑  Rangarajan, M. (2001) India's Wildlife History, pp 7.
96. 1 2  Rangarajan, M. (2001) India's Wildlife History, pp 8.
97. ↑  D. C. Ahir. . 1998: 121.

### 資源
- Alain Daniélou. . Simon and Schuster. 2003. ISBN 978-1-59477-794-3.
- Arthur Llewellyn Basham. . foreword by L. D. Barnett 1. London: Luzac. 1951.
- Burton Stein (1998). A History of India (1st ed.), Oxford: Wiley-Blackwell.
- Geoffrey Samuel. . Cambridge University Press. 2010.
- H. C. Raychaudhuri. . K. A. Nilakanta Sastri  (编).  Second. Delhi: Motilal Banarsidass. 1988 [1967]  [2023-09-24]. ISBN 978-81-208-0466-1. （原始内容存档于2023-08-17）.
- H. C. Raychaudhuri; B. N. Mukherjee. . Oxford University Press. 1996.
- Hermann Kulke; Dietmar Rothermund.  4th. London: Routledge. 2004. ISBN 0-415-15481-2.
- Irfan Habib; Vivekanand Jha. . A People's History of India. Aligarh Historians Society / Tulika Books. 2004. ISBN 978-81-85229-92-8.
- J. E. Schwartzberg (1992). A Historical Atlas of South Asia. University of Oxford Press.
- John Keay (2000). India, a History. New York: HarperCollins Publishers.
- John Cort. . Oxford University Press. 2010. ISBN 978-0-19-538502-1.
- John D Grainger. . Taylor & Francis. 2014. ISBN 978-1-317-80098-9.
- Kailash Chand Jain. . Motilal Banarsidass. 1991  [2023-09-24]. ISBN 978-81-208-0805-8. （原始内容存档于2023-01-11）.
- Kosmin, Paul J. . Harvard University Press. 2014. ISBN 978-0-674-72882-0.
- R. K. Mookerji. . Motilal Banarsidass. 1966. ISBN 978-81-208-0405-0.
- R. C. Majumdar. . Motilal Banarsidass. 2003 [1952]. ISBN 81-208-0436-8.
- Romila Thapar. . University of California Press. 2004 [first published by Penguin in 2002]. ISBN 978-0-520-24225-8.
- S. N. Sen. . New Age International. 1999  [2023-09-24]. ISBN 978-81-224-1198-0. （原始内容存档于2023-02-02）.
- Upinder Singh. . Pearson. 2008  [2023-09-24]. ISBN 978-81-317-1677-9. （原始内容存档于2024-03-18）.

- Thapar, Romila, , Harvard University Press, 2013, ISBN 978-0-674-72651-2

## 外部連結
- Livius.org: Maurya dynasty （页面存档备份，存于）
- Extent of the Empire （页面存档备份，存于）
- Ashoka's Edicts